# Kanton Zicavo
Kanton Zicavo (francouzsky Canton de Zicavo) je francouzský kanton v departementu Corse-du-Sud v regionu Korsika. Tvoří ho 9 obcí.

## Obce kantonu
- Ciamannacce
- Corrano
- Cozzano
- Guitera-les-Bains
- Palneca
- Sampolo
- Tasso
- Zévaco
- Zicavo